# Vltava Rožmberk-Větřní
Vltava Rožmberk-Větřní este o arie protejată (arie specială de conservare — SAC, sit de importanță comunitară — SCI) din Republica Cehă întinsă pe o suprafață de 129,6 ha, integral pe uscat.

## Localizare
Centrul sitului Vltava Rožmberk-Větřní este situat la coordonatele 48°42′40″N 14°20′35″E / 48.711111°N 14.343056°E.

## Înființare
Situl Vltava Rožmberk-Větřní a fost declarat sit de importanță comunitară în noiembrie 2009 pentru a proteja un număr necunoscut de specii din flora spontană și fauna sălbatică aflate în arealul zonei. Situl a fost protejat și ca arie specială de conservare în septembrie 2021.

## Biodiversitate
Situată în ecoregiunea continentală, aria protejată conține 2 habitate naturale: Lacuri eutrofice naturale cu vegetație de tip Magnopotamion sau Hydrocharition, Cursuri de apă de la nivel de câmpie la nivel montan, cu vegetație Ranunculion fluitantis și Callitricho-Batrachion.
La baza desemnării sitului se află un număr nedeclarat de specii protejate.